# Bogoljubovova indická obrana
Bogoljubovova indická obrana je šachové zahájení, které charakterizují tahy 1. d4 Jf6 2. c4 e6 3. Jf3 Sb4+, nese jméno Jefima Bogoljubova.
Bogoljubova indická obrana je velice úzce provázána s některými ostatními indickými obranami, pozice po druhém tahu černého představuje jedno z nejběžnějších zahájení, které může přejít mimo této obrany také do Nimcovičovy indické obrany či do Dámské indické obrany.
Mezinárodní šachová federace přiřazuje Bogoljubově indické obraně kódové označení E11.

## Varianty
Bílý má po šachu černého pět možností, jak tento útok krýt, ale pouze tři jsou korektní. Tah 4. Jf3-d2 se považuje za slabý, způsobuje totiž přechod dobře postaveného jezdce do pasivní pozice, tah 4. Dd2?? je zcela nekorektní, znamená okamžitou ztrátu dámy. Nejčastěji se hraje buď 4. Sd2 nebo 4. Jb1-d2. Po tahu 4. Jb1-c3 přechází partie většinou do pozic Nimcovičovy indické obrany.